# Zapruda, Iemilciîne
Zapruda (în ucraineană Запруда) este un sat în comuna Serhiivka din raionul Iemilciîne, regiunea Jîtomîr, Ucraina.

## Demografie
Componența lingvistică a localității Zapruda
     Ucraineană (100%)
Conform recensământului din 2001, toată populația localității Zapruda era vorbitoare de ucraineană (100%).